# Gerino Gerini
 Gerino Gerini  va ser un pilot de curses automobilístiques italià que va arribar a disputar curses de Fórmula 1.
Gerino Gerini va néixer el 10 d'agost del 1928 a Roma, Itàlia.

## A la F1
Va debutar a la primera cursa de la temporada 1956 (la setena temporada de la història) del campionat del món de la Fórmula 1, disputant el 22 de gener del 1956 el GP de l'Argentina al Circuit Oscar Alfredo Galvez.
Gerino Gerini va participar en set curses puntuables pel campionat de la F1, repartides en dues temporades diferents (1956 i 1958) assolí un quart lloc com a millor posició.
Fora de la F1 va participar en nombroses proves però sense aconseguir resultats destacables.

## Resultats a la Fórmula 1
| Any  | Equip    | Xassís   | Motor    | 1      | 2       | 3   | 4   | 5   | 6     | 7       | 8      | 9   | 10      | 11     | Posició | Punts |
| ---- | -------- | -------- | -------- | ------ | ------- | --- | --- | --- | ----- | ------- | ------ | --- | ------- | ------ | ------- | ----- |
| 1956 | Maserati | Maserati | Maserati | ARG 4* | MON     | 500 | BEL | FRA | GBR   | ALE     | ITA 10 |     |         |        | 25è     | 1,5   |
| 1958 | Maserati | Maserati | Maserati | ARG    | MON NVQ | HOL | 500 | BEL | FRA 9 | GBR Ret | ALE    | POR | ITA Ret | MAR 12 | -       | 0     |

(*) Cotxe compartit.